# Нож (сайт)
«Нож» — российское независимое интернет-издание. Позиционирует себя как «интеллектуальный журнал о культуре и обществе». Основано в 2015 году Михаилом Цыганом (издатель) и Татьяной Коэн (главный редактор). Основные темы: психология, наука, общество и культура.

## История
В 2012 году Михаил Цыган и Татьяна Коэн запустили свой первый совместный проект — журнал «Метрополь». Спустя 3 года печатное издание журнала насчитывало 12 тыс. читателей, а сайт — 450 тыс. подписчиков. Но 29 октября 2015 года команда «Метрополя» объявила, что шеф-редактор Таня Коэн, арт-директор Миша Цыган и остальные сотрудники редакции прекращают работу над журналом и его сайтом, и был анонсирован запуск нового проекта.
В ноябре 2015 года состоялся запуск развлекательного онлайн-журнала «Нож», который называли преемником журнала «Метрополь», но с более информационным уклоном. По словам Коэн, «Мы смещаем фокус с внутреннего мира читателя на внешний. „Метрополь“ был хулиганом-интровертом, а „Нож“ будет любопытным экстравертом». Однако с августа 2016 года сайт «Ножа» перестал наполняться контентом. 1 июля 2017 года сайт был перезапущен в новом дизайне, добавились интерактив и новые визуальные форматы, такие как stories и полномасштабные иллюстрированные спецпроекты. 
В первые годы сайт принципиально отказывался от осмысленных иллюстраций статей. Вместо этого тексты иллюстрировали работами художников-авангардистов и стоковыми фотографиями, не связанными с содержанием материала, а лишь подчёркивающими его «настроение». От этого подхода издание в итоге отказалось. Планировалось возрождение и печатной версии, однако его не произошло, лишь в 2020 году вышел сборник избранных статей «Как понять себя и мир?» Тематика сайта постепенно менялась: если изначально он был посвящён в основном современной андеграундной культуре и провокационным темам вроде секса, то со временем стали преобладать статьи научно-популярные, исторические и культурологические.
До весны 2021 года  интернет-изданием «Нож» владело пиар-агентство «Дом-Медиа», которое, в свою очередь, до 2018 г. принадлежало Кристине Потупчик. В 2021-2022 годы владельцем сайта числилась ИП Алеся Ушакова, одна из авторов сайта, а с 2023 года владелец на сайте не указан. В декабре 2024 года главный редактор «Ножа» Татьяна Коэн сообщила о полной смене редакционного состава, включая главреда: «Вся наша редакционная команда больше не имеет никакого отношения к тому, что выходит на сайте и в соцсетях издания с 6.12.24».